# Journal of Cardiopulmonary Rehabilitation and Prevention
Journal of Cardiopulmonary Rehabilitation and Prevention is een internationaal, aan collegiale toetsing onderworpen wetenschappelijk tijdschrift op het gebied van de cardiologie.
De naam wordt in literatuurverwijzingen meestal afgekort tot J. Cardiopulm. Rehabil. Prev.
Het wordt uitgegeven door Lippincott Williams & Wilkins namens de American Association of Cardiovascular & Pulmonary Rehabilitation en verschijnt tweemaandelijks.
Het eerste nummer verscheen in 2007.